# Merrilyn Gann
Merrilyn Gann (Vancouver, 3 de enero de 1963) es una actriz canadiense.

## Filmografía

### Cine
| Año  | Título                              | Rol                   | Notas        |
| ---- | ----------------------------------- | --------------------- | ------------ |
| 1977 | Why Shoot the Teacher?              | Sheila Barnes         |              |
| 1987 | Project A-Ko 2                      | Voces adicionales     | Video        |
| 1987 | Roxanne                             | Mrs. Quinn            |              |
| 1988 | Project A-Ko 3: Cinderella Rhapsody | Voces adicionales     | Video        |
| 1989 | American Boyfriends                 | Madre de Julie        |              |
| 1989 | Project A-ko 4: FINAL               | Voces adicionales     | Video        |
| 1989 | Immediate Family                    | Mamá de Kristin       |              |
| 1991 | Mystery Date                        | Mrs. McHugh           |              |
| 1995 | The Reluctant Deckhand              | (voz)                 |              |
| 1997 | Bliss                               | Mujer del motel       |              |
| 1998 | Heart of the Sun                    | Edna                  |              |
| 2000 | Exhuming Mr. Rice                   | Madre de Veg          |              |
| 2000 | Best in Show                        |                       |              |
| 2000 | How to Kill Your Neighbor's Dog     | Enfermera #1          |              |
| 2001 | The Hot Karl                        | Mamá de Manny         | Video        |
| 2002 | Bang Bang You're Dead               | Asistente             |              |
| 2003 | The Hot Karl II                     | Mamá de Manny         | Video        |
| 2008 | Edna Brown                          | Principal             | cortometraje |
| 2009 | Barbie and the Three Musketeers     | Madame de Bossé (voz) | Video        |
| 2009 | 2012                                | Canciller de Alemania |              |
| 2009 | The Gray Matter                     | Margaret              | Cortometraje |
| 2011 | Marley & Me: The Puppy Years        | Mrs. Crouch           | Video        |
| 2012 | The Woodcarver                      | Christina             |              |

### Televisión
| Año       | Título                                | Rol                  | Notas                                                       |
| --------- | ------------------------------------- | -------------------- | ----------------------------------------------------------- |
| 1987      | The Beachcombers                      | Anna                 | Episodio: "Plain Sailing"                                   |
| 1987      | Stingray                              | Susan                | Episodio: "Caper"                                           |
| 1987      | Deep Dark Secrets                     | Susan                | película para televisión                                    |
| 1987      | 21 Jump Street                        | Laurel Peterson      | Episodio: "You Oughta Be in Prison"                         |
| 1988      | Laura Lansing Slept Here              |                      | película para televisión                                    |
| 1989      | 21 Jump Street                        | Secretaria           | Episodio: "Wheels and Deals: Part 2"                        |
| 1989      | Wiseguy                               | Agente               | Episodio: "Hip Hop on the Gravy Train"                      |
| 1989      | The Lady Forgets                      | Mujer de la galería  | película para televisión                                    |
| 1989      | Booker                                | Secretary            | Episodio: "Wheels and Deals - Part 1"                       |
| 1989      | MacGyver                              | Queen                | Episodio: "Halloween Knights"                               |
| 1990      | MacGyver                              | Gretta               | Episodio: "Hearts of Steel"                                 |
| 1990      | It                                    | Mrs. Winterbarger    | Película para televisión                                    |
| 1990      | Neon Rider                            | Mrs. Melanie Brenton | Episodio: "Vengeance"                                       |
| 1990      | 21 Jump Street                        | Rosalie Arbogast     | Episodio: "This Ain't No Summer Camp"                       |
| 1990      | Broken Badges                         | Susan Clay           | Episodio: "Westside Stories"                                |
| 1991      | Max Glick                             |                      | Episodio: "Watch the Skies"                                 |
| 1991      | Street Justice                        | Psicóloga            | Episodio: "The Group"                                       |
| 1992      | Street Justice                        | psicóloga            | Episodio: "Partner in Crime"                                |
| 1993      | Other Women's Children                | Mary Pat             | película para televisión                                    |
| 1993      | The Commish                           | Grace Wellman        | Episodio: "Anti-Commish"                                    |
| 1993      | No Child of Mine                      | Mujer en audiencia   | película para televisión                                    |
| 1994      | Neon Rider                            | Sandra Walsh         | Episodio: "Little Con"                                      |
| 1994      | The X-Files                           |                      | Episodio: "Young at Heart"                                  |
| 1994      | My Name Is Kate                       | Janet                | película para televisión                                    |
| 1995      | The Commish                           | Ruth Donnelly        | Episodio: "Off Broadway: Part 1"                            |
| 1996      | A Kidnapping in the Family            | Jean McAvoy          | película para televisión                                    |
| 1996      | Abducted: A Father's Love             | Trabajadora social   | película para televisión                                    |
| 1996      | Sweet Dreams                          | Stevie               | película para televisión                                    |
| 1996      | Two                                   |                      | Episodio: "Prodigal"                                        |
| 1997      | A Child's Wish                        | Dr. Cross            | película para televisión                                    |
| 1997      | Millennium                            | madre de carlin      | Episodio: "Force Majeure"                                   |
| 1997      | Their Second Chance                   | Lillian              |                                                             |
| 1997      | The Outer Limits                      | Gwen Wellington      | Episodio: "Dead Man's Switch"                               |
| 1997      | Intensity                             |                      | película para television                                    |
| 1997      | The Accident: A Moment of Truth Movie | Juez                 | película para televisión                                    |
| 1997      | Married to a Stranger                 | Juez                 | película para televisión                                    |
| 1997      | Medusa's Child                        | Mamá de Patty        | película para televisión                                    |
| 1997      | The X-Files                           | Mrs. Asekoff         | Episodio: "Detour"                                          |
| 1999      | Resurrection                          | Abby                 | película para televisión                                    |
| 1999      | A Murder on Shadow Mountain           | Patrice              | película para televisión                                    |
| 1999      | A Cooler Climate                      |                      | película para televisión                                    |
| 1999      | Poltergeist: The Legacy               | Martha Duggan        | Episodio: "Forget Me Not"                                   |
| 1999      | So Weird                              | Judy                 | Episodio: "Werewolf"                                        |
| 1999      | First Wave                            | Dr. Crane            | Episodio: "Normal, Illinois"                                |
| 2000      | Ratz                                  | Madre de todd        | película para televisión                                    |
| 2000      | Personally Yours                      | Ellen                | película para televisión                                    |
| 2000      | These Arms of Mine                    |                      | Episodio: "Distant Lover (Pilot)"                           |
| 2000      | The New Adventures of Madeline        | voces adicionales    | serie                                                       |
| 2001      | Cold Squad                            | Mrs. Morton          | Episodio: "My So Called Death"                              |
| 2001      | Night Visions                         |                      | Episodio: "Dead Air/Renovation"                             |
| 2002      | Glory Days                            | mujer                | Episodio: "Grim Ferrytale"                                  |
| 2002      | I Was a Teenage Faust                 | Grace                | película para televisión                                    |
| 2002      | Beyond Belief: Fact or Fiction        | Amanda               | 1 episodio                                                  |
| 2002      | Sabrina: Friends Forever              | Miss Hag (voz)       | película para televisión                                    |
| 2002-2006 | Everwood                              | Rose Abbott          | 76 episodios                                                |
| 2007      | Crossroads: A Story of Forgiveness    | Jueza                | película para televisión                                    |
| 2007      | Supernatural                          | Madge Carrigan       | Episodio: "A Very Supernatural Christmas"                   |
| 2009      | Angel and the Bad Man                 | Virginia             | película para televisión                                    |
| 2010      | Freshman Father                       | Mrs. Patton          | película para televisión                                    |
| 2010      | Life Unexpected                       | Principal Dugan      | Episodio: "Bong Intercepted" Episodio: "Parents Unemployed" |
| 2010      | Smallville                            | Ruth Cavanaugh       | Episodio: "Harvest"                                         |
| 2011      | The Killing                           | Maryanne Thompson    | Episodio: "Vengeance"                                       |
| 2011      | Ice Road Terror                       | Beryl Lowman         | película para televisión                                    |
| 2012      | Smart Cookies                         | Abuela               | película para televisión                                    |
| 2013      | Emily Owens, M.D.                     | Mrs. Duroux          |                                                             |
| 2013      | End of the World                      | Betty Palmer         | película para televisión                                    |